# Coccycua
Coccycua — небольшой род птиц в семействе Кукушковых (Cuculidae). Три его вида обитают в тропической Южной Америки.
Раньше они были разделены между родом Coccyzus (два вида) и Piaya (один вид), причём последний из них ранее относился Micrococcyx и только позже в род Coccycua. Это произошло после того, как было выяснено, что они образуют монофилетическую линию, одинаково удаленную от других ближайших родов, что и позволило подтвердить существование рода Coccycua.

## Состав рода
Его видами являются:
- Coccycua minuta — Малая пиайа — вид ранее входил в род Piaya
- Coccycua pumila — Карликовая американская кукушка — вид ранее входил в род Coccyzus
- Coccycua cinerea — Пепельная кукушка[2] — вид ранее входил в род Coccyzus

## Синонимы
Название рода Coccycua часто считают ошибочным написанием, и были предложены различные исправления. Тем не менее, действительным является название в его первоначальном написание. Младшие синонимы:
- Coccicua Lesson, 1837 (неоправданное исправление)
- Coccygua Fitzinger, 1856 (неоправданное исправление)
- Coccyzaea Hartlaub, 1842 (неоправданное исправление)
- Coccyzusa Cabanis & Heine, [1863] (неоправданное исправление)
- Micrococcyx Ridgway, 1912